# Urbano Sacchetti
Urbano Sacchetti (ur. w 1640 we Florencji, zm. 6 kwietnia 1705 w Rzymie) – włoski kardynał.

## Życiorys
Był bratankiem kardynała Giulio Cesare Sacchettiego. Studiował prawo na uniwersytecie pizańskim, uzyskując tytuł doktora. W latach 60. XVII wieku przybył do Rzymu i został najpierw klerykiem Kamery Apostolskiej (najpóźniej w 1667), a następnie jej dziekanem (w 1676) i audytorem generalnym (w 1679).
1 września 1681 papież Innocenty XI mianował go kardynałem diakonem. Jako kardynał, był członkiem kilku kongregacji kurialnych: ds. Wód (od 1682), Rozkrzewiania Wiary (od 1682), ds. Obrzędów (od 1682), ds. Soboru Trydenckiego (od 1682), Dobrego Rządu (od 1682), ds. Dróg (1682–1699), ds. Biskupów i Zakonników (od 1688) i ds. Dobrobytu (tzw. Annonae, 1694–1699). 29 marca 1683 został obrany biskupem Viterbo e Toscanella i 2 maja tego roku przyjął sakrę biskupią z rąk Alderano Cibo, kardynała sekretarza stanu Stolicy Apostolskiej. Uczestniczył w konklawe 1689 i konklawe 1691. Od 28 listopada 1689 do 22 grudnia 1693 sprawował funkcję protodiakona Świętego Kolegium Kardynałów. Z racji sprawowania tej funkcji, w 1691 ogłosił on wybór papieża Innocentego XII, a następnie go koronował. 22 grudnia 1693 został promowany do rangi kardynała prezbitera.
W 1699 doznał ataku apopleksji, po którym nie powrócił już do pełni zdrowia. Wziął udział w konklawe 1700, które wybrało papieża Klemensa XI, ale w styczniu 1701 złożył na jego ręce rezygnację z biskupstwa Viterbo e Toscanella. Zmarł w swoim rzymskim pałacu w wieku 65 lat.